# Франц Райхелт
Франц Карл Райхелт (нім. Franz Karl Reichelt, фр. François Reichelt; 16 жовтня 1878 — 4 лютого 1912) — австрійський кравець, винахідник «плаща-парашута». Загинув під час випробування свого винаходу.

## Життєпис
Франц Райхелт народився у Штеті, Австро-Угорщина в 1878 році і переїхав у Париж в 1898 році. 1909 року Райхелт отримав французьке громадянство і прийняв ім'я Франсуа. Райхелт не був одружений.
У 1910 році французький полковник Лаланс надав паризькому аероклубу 10 тисяч франків на премію винахіднику найкращого парашута. В перегони за призом включився і дамський кравець Франц Райхельт. Професія позначилася на підході конкурсанта: він вирішив зробити парашут у вигляді особливого костюма — суміші комбінезона з плащем. Незабаром Франц запатентував свою ідею. Але недосвідчений в законах гравітації і техніки, автор зробив купол катастрофічно малої площі. Спочатку Райхельт скидав ляльку, одягнену в задуманий наряд, з вікна своєї квартири. З липня 1910 року його повністю поглинула ідея виготовити плащ-парашут, який повинен був бути не таким великим, як звичайний громіздкий парашут льотчиків, з додаванням декількох стрижнів, шовковим куполом і невеликою кількістю гуми. Райхелт сподівався, що його варіант парашута стане практичним і ефективним.
Однією з умов конкурсу було те, що новий варіант повинен був важити не більше 25 кг. Райхелт, бажаючи взяти участь у конкурсі, удосконалив свою модель, яка, проте, чудово доставляла на землю манекенів, але ніяк не могла впоратися з вагою людини. В газеті l'ouest-Clair з'явилася замітка про те, що Франц стрибнув у своєму плащі-парашуті з висоти 8-10 м у Жуенвілі. Ця спроба не вдалася, але падіння в купу соломи допомогло Райхелту уникнути травм.
Після цього кравець, за повідомленнями газети Le Matin, здійснив ще один стрибок з висоти 8 метрів, і зламав собі ногу. Один з його друзів розповів газеті 'La Presse', що Райхелт понад рік домагався дозволу провести тестування на Ейфелевій вежі, перш ніж отримав згоду. Райхелт був упевнений, що його невдачі частково пояснювалися стрибками з малих висот. Щоб довести цінність свого винаходу, він хотів за всяку ціну спробувати зістрибнути вниз з паризької вежі.
У суботу, 4 лютого 1912 року, Франц біля сьомої ранку під'їхав разом з двома друзями на машині до місця проведення експерименту. На Марсовому полі дув сильний вітер, температура повітря опустилася нижче 0° C. Для підтримки порядку було викликано декілька поліціянтів. Всі припускали, що Райхелт збирається запустити вниз на 'плащі-парашуті' манекена, тому що саме про це він і домовлявся, коли просив видати дозвіл на випробування на Ейфелевій вежі.

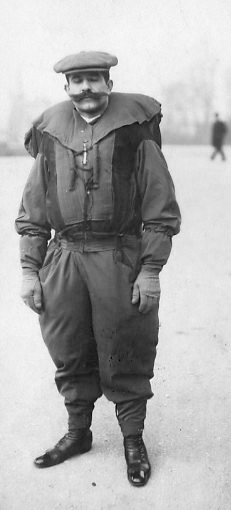
Франц Райхелт біля Ейфелевої вежі перед фатальним стрибком.

Про те, що Райхелт збирається стрибати сам, не знали навіть його друзі. Шоковані правдою, вони почали вмовляти його відправити вниз манекена, посилалися на негоду і нагадали йому про минулі невдачі, але так і не змогли відмовити Франца. Він був цілком впевнений у своєму винаході і коли йому запропонували скористатися страхувальним тросом, він відмовився. «Я хочу провести випробування без обману, оскільки маю намір довести цінність свого винаходу» — повідомив він французьким репортерам за кілька хвилин до фатального стрибка. Префект поліції Луї Лепен був вимушений зробити заяву для преси, в якому сказав, що Райхелт не був уповноважений стрибати сам. Стоячи біля поручнів, винахідник повторював: «Я буду швидко падати метрів 20-30, поки не розкриється парашут. Потім буде плавний спуск».
О 8:22 ранку Франц на очах глядачів і близько 30 журналістів налаштував парашут, підійняв одну ногу на огорожу, вагався з стрибком близько 40 секунд, а потім полетів вниз. В газеті Le Figaro було сказано, що Райхелт посміхався і виглядав спокійним. Його парашут практично миттєво склався в повітрі і випробувач впав на мерзлу землю. Купол його 'плаща-парашута' за секунду перед падінням почав розкриватися, але було вже надто пізно — навіть для того, щоб пом'якшити удар.
Le Petit Parisien повідомив, що його права нога і рука були розбиті, його череп і хребет зламаний, а також була кровотеча з його рота, носа і вух. Le Figaro зазначив, що його очі були широко розширені від жаху. Він був уже мертвий до того часу, коли глядачі кинулися до тіла, але він був доставлений в лікарню Неккер, де офіційно оголосили мертвим. Більш пізній розтин показав, що Райхелт помер від серцевого нападу ще під час падіння.
Одразу на наступний день газети розтрубили історію про винахідника і його фатальний стрибок. Статті супроводжувалися фотографіями та відеознімання кореспондентів, які були запрошені спостерігати за польотом Райхелта.